# Grassagården

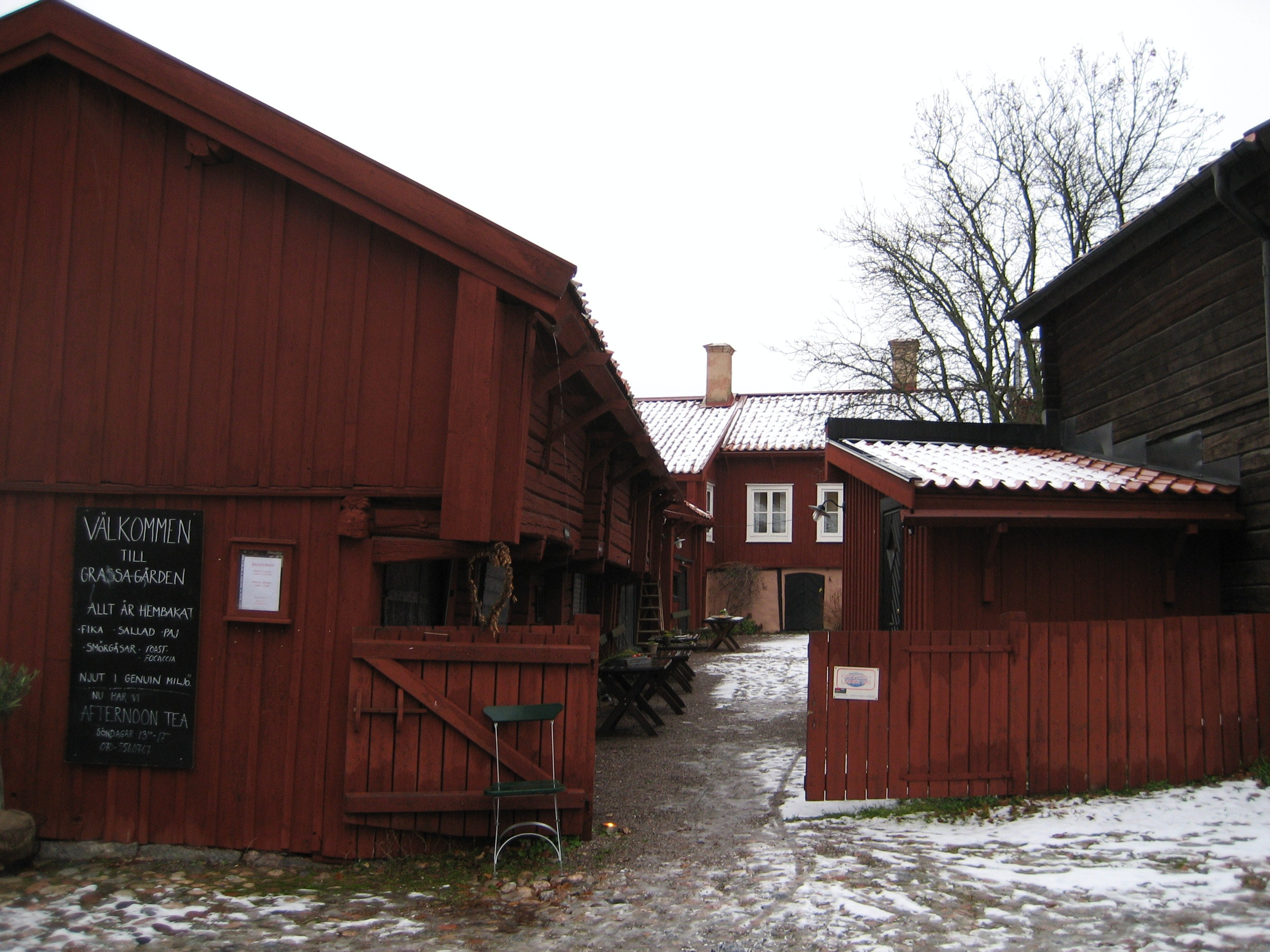
Grassagårdens ingång i november 2010. Till vänster uthuslängan, till höger visthusboden. I bakgrunden de hopbyggda boningshusen.

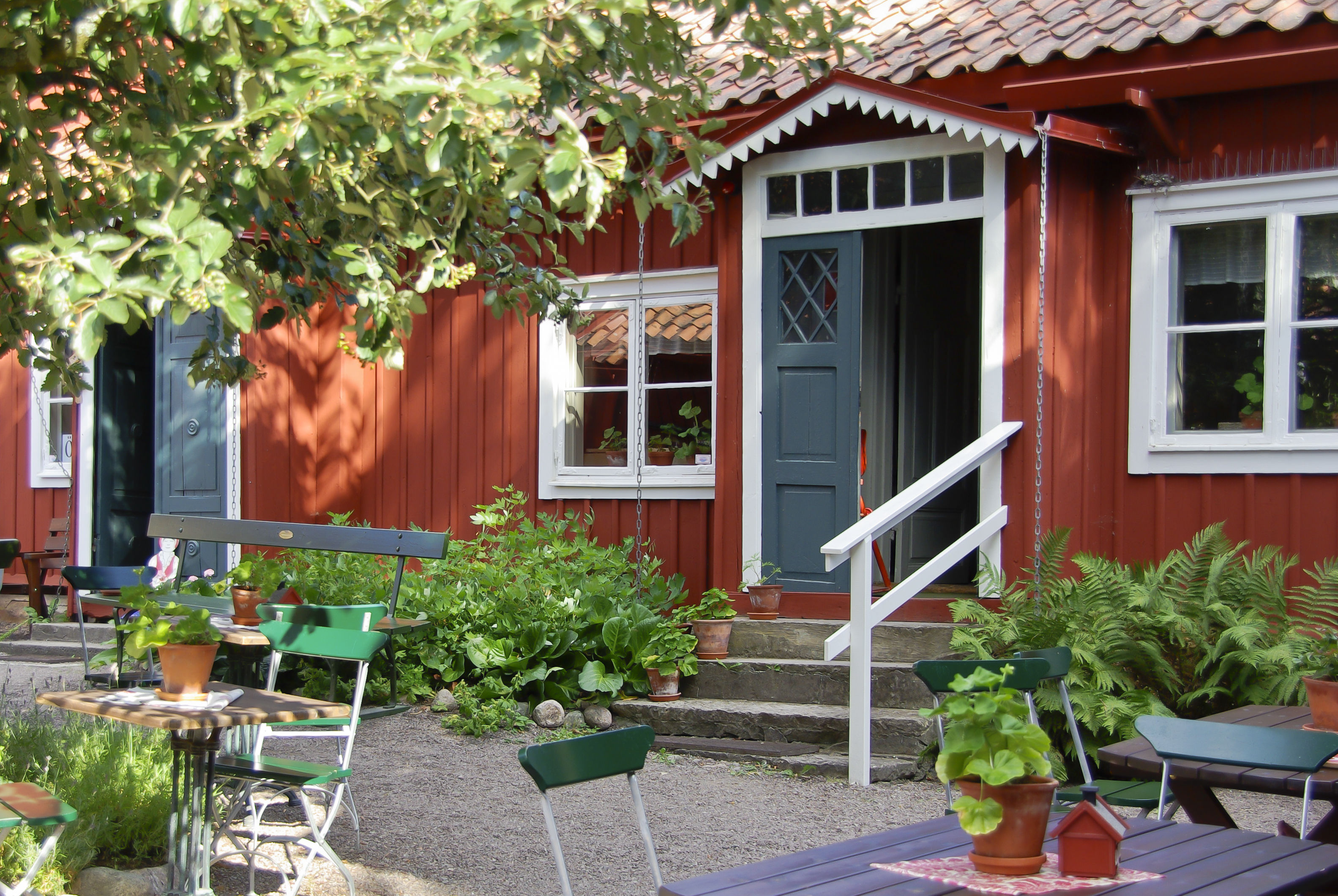
Grassagårdens innergård.

Grassagården eller Grassegården är en borgargård på Kvarngatan i Strängnäs, nära Strängnäs kvarn. Gården är en av få svenska borgargårdar som står kvar på ursprungsplatsen. Den äldsta av gårdens byggnader är från början av 1600-talet. Gården har fått sitt namn efter Olof Christian och Wilhelmina Grass, som flyttade dit 1793 och drev en krog på gården. Den förklarades 1983 som byggnadsminne av länsstyrelsen i Södermanlands län.
Gården ägs sedan 1917 av Strängnäs kommun. På gården finns ett kafé, och om somrarna hålls teater- och musikevenemang här. Visningar av gården anordnas av hembygdsföreningen Strängnäs gille.

## Husen
Grassagården är en äldre mellansvensk borgargård och är byggd kring en inre gård. I norr ligger två hopbyggda boningshus, i öster ett gårdshus med boningsrum och brygghus, i väster en länga med vagnslider och uthus, och i söder ett visthus. Husen är timrade och i huvudsak beklädda med locklistpanel. De är rödmålade och har sadeltak täckta av enkupigt tegel.
Det äldsta huset är det nordöstra boningshuset, som förmodligen byggts i början av 1600-talet. I början av 1700-talet tillkom de övriga husen, förutom visthusboden som uppfördes först efter det att familjen Grass flyttade dit 1793. En tillbyggnad av gårdshuset utfördes också efter denna tidpunkt.

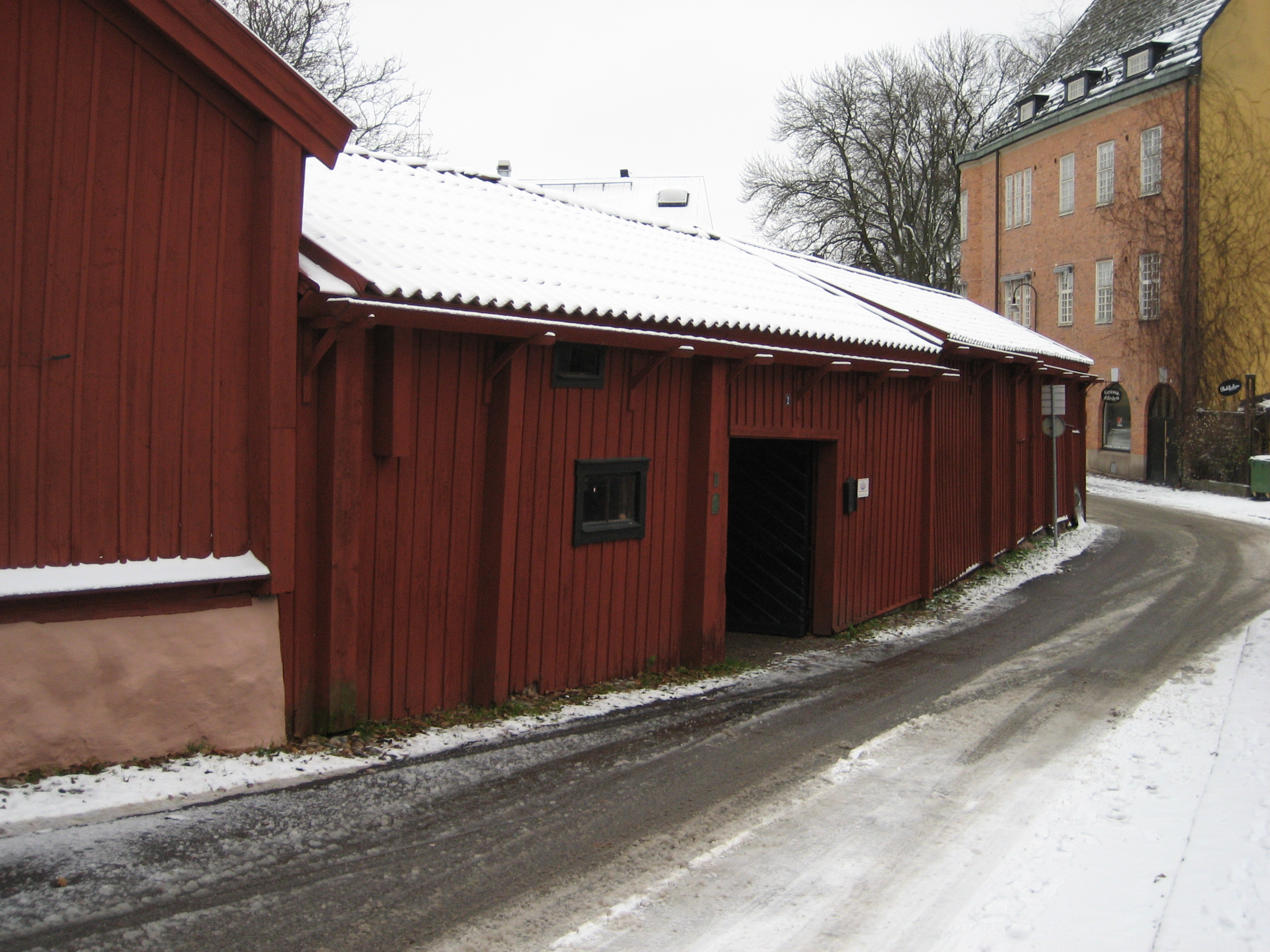
Grassagårdens vagnslider och uthus, sett från gatan.
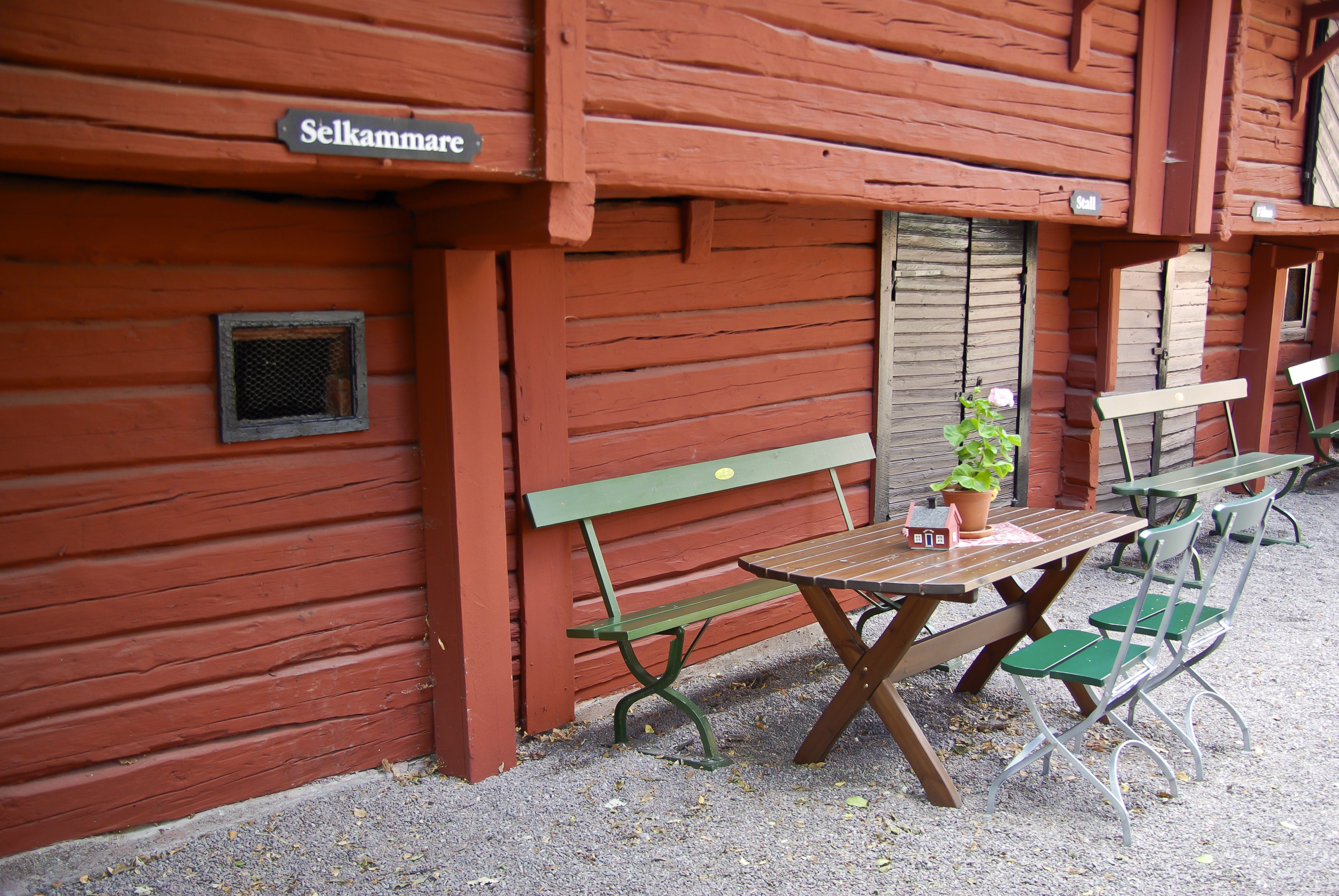
Selkammare på Grassagården.